# Wings of the Hawk
Wings of the Hawk is een Amerikaanse western uit 1953 onder regie van Budd Boetticher. In Nederland werd de film destijds uitgebracht onder de titel Opstand in Mexico.

## Verhaal
De kompel Irish Gallager heeft na jaren werken in de mijn eindelijk succes. Vervolgens beweert de oneerlijke kolonel Paco Ruiz dat de mijn onder zijn gezag valt en dat Gallager hem aan de staat moet afstaan.

## Rolverdeling
| Acteur                  | Personage         |
| ----------------------- | ----------------- |
| Van Heflin              | Irish Gallager    |
| Julie Adams             | Raquel Noriega    |
| Abbe Lane               | Elena Noriega     |
| George Dolenz           | Kolonel Paco Ruiz |
| Noah Beery jr.          | Pascual Orozco    |
| Rodolfo Acosta          | Arturo Torres     |
| Antonio Moreno          | Pastoor Perez     |
| Pedro Gonzalez Gonzalez | Tomas             |
| Paul Fierro             | Carlos            |
| Mario Siletti           | Marco             |
| Rico Alaniz             | Kapitein Gomez    |